# Juha Pirinen
Juha Pirinen (Valkeakoski, 22 oktober 1991) is een Fins voetballer, die doorgaans speelt als linkervleugelverdediger. Pirinen werd in januari 2019 door Tromsø IL overgenomen van HJK Helsinki. Pirinen is sedert januari 2016 Fins international.

## Clubcarrière
Pirinen doorliep de jeugdreeksen van Haka en promoveerde in 2008 naar het eerste elftal. Op 26 oktober 2008 maakte hij zijn debuut op het hoogste Finse niveau in de uitwedstrijd op KTP Kotka. Pirinen startte aan de wedstrijd en werd dertien minuten voor tijd vervangen door Petri Viljanen. De wedstrijd werd met 0–2 gewonnen. Het daaropvolgende seizoen maakte Pirinen de overstap naar Tampere United, waar hij twee seizoenen verbleef om dan terug te keren naar Haka. In het seizoen 2012 zakte Haka naar de tweede afdeling. Na één seizoen keerde hij terug naar het hoogste niveau en versierde een transfer naar MYPA waarmee hijzelf zijn Europees debuut maakte. Op 3 juli 2014 speelde Pirinen voor het eerst Europees voetbal in de voorronde van de Europa League. Hij speelde de volledige wedstrijd tegen ÍF Fuglafjørður die met 1–0 werd gewonnen. Het Europees avontuur stopte echter in de volgende ronde toen Dinamo Minsk in de onderlinge duels te sterk bleek. In het seizoen 2015 maakte Pirinen de overstap naar reeksgenoot RoPS alwaar hij twee seizoenen verbleef en in het seizoen 2016 ook Europees in actie kwam. Na twee seizoenen RoPS maakte Pirinen de overstap naar de Finse recordkampioen HJK Helsinki. In zijn eerste seizoen bij Helsinki wist hij zowel het kampioenschap als de beker te winnen. In het seizoen 2018 werd hij opnieuw kampioen met Helsinki. In januari 2019 maakte Pirinen de overstap naar het Noorse Tromsø IL.

## Clubstatistieken
| Seizoen | Club           | Competitie    | Competitie | Competitie | Beker | Beker | Internationaal | Internationaal | Totaal | Totaal |
| Seizoen | Club           | Competitie    | Wed.       | Dlp.       | Wed.  | Dlp.  | Wed.           | Dlp.           | Wed.   | Dlp.   |
| ------- | -------------- | ------------- | ---------- | ---------- | ----- | ----- | -------------- | -------------- | ------ | ------ |
| 2008    | Haka           | Veikkausliiga | 1          | 0          | 0     | 0     | —              | —              | 1      | 1      |
| 2009    | Tampere United | Veikkausliiga | 11         | 0          | 6     | 0     | —              | —              | 17     | 0      |
| 2010    | Tampere United | Veikkausliiga | 24         | 3          | 3     | 0     | —              | —              | 27     | 3      |
| 2011    | Haka           | Veikkausliiga | 21         | 1          | 1     | 0     | —              | —              | 22     | 1      |
| 2012    | Haka           | Veikkausliiga | 26         | 3          | 5     | 3     | —              | —              | 31     | 6      |
| 2013    | Haka           | Ykkönen       | 27         | 2          | 4     | 1     | —              | —              | 31     | 3      |
| 2014    | MYPA           | Veikkausliiga | 24         | 0          | 1     | 0     | 3              | 0              | 28     | 0      |
| 2015    | RoPS           | Veikkausliiga | 31         | 5          | 7     | 0     | —              | —              | 38     | 5      |
| 2016    | RoPS           | Veikkausliiga | 31         | 1          | 7     | 0     | 4              | 0              | 42     | 1      |
| 2017    | HJK Helsinki   | Veikkausliiga | 30         | 0          | 6     | 0     | 3              | 0              | 39     | 0      |
| 2018    | HJK Helsinki   | Veikkausliiga | 22         | 1          | 6     | 0     | —              | —              | 28     | 1      |
| 2019    | Tromsø IL      | Eliteserien   | 6          | 0          | 0     | 0     | —              | —              | 6      | 0      |
| Totaal  | Totaal         | Totaal        | 254        | 16         | 47    | 4     | 10             | 0              | 311    | 20     |

Bijgewerkt op 10 mei 2019.

## Interlandcarrière
Op 10 januari 2016 maakte hij zijn debuut bij de nationale ploeg. Door bondscoach Hans Backe mocht hij na rust invallen voor Petteri Forsell in de uitwedstrijd tegen Zweden. De wedstrijd werd uiteindelijk met 3–0 verloren.

## Erelijst
HJK Helsinki
- Fins landskampioen

2017, 2018
- Beker van Finland

2017